# Toda una dama
Toda una dama es una telenovela venezolana producida y transmitida por la cadena RCTV en el 2007. Es una adaptación de Iris Dubs de la telenovela Señora, original del escritor José Ignacio Cabrujas y transmitida por la misma cadena entre los años 1988 y 1989.
Está protagonizada antagónicamente por la primera actriz Nohely Arteaga junto a Christina Dieckmann y Ricardo Álamo en los roles principales, contó además con las actuación estelar de Roberto Messuti y Luis Gerardo Núñez.
Fue la primera telenovela que realizó RCTV después de su salida en señal abierta en 2007. Fue estrenada el 7 de noviembre de 2007 en el horario de las 10:00 p. m.. Fue trasladada a las 9:00 p. m.. a partir del 18 de diciembre de 2007 al finalizar Mi prima Ciela. Al empezar La Trepadora fue trasladada nuevamente a las 10:00 p. m.. y finalizó el 13 de julio de 2008 con excelentes puntos de audiencia.

## Historia
La vida de Valeria Aguirre nunca ha sido fácil; creció como una huérfana, sin saber nada sobre sus orígenes, y a medida que fue creciendo, se metió en problemas con la ley por sus carencias económicas. A los dieciocho años, es arrestada por un robo menor en una tienda y termina pasando varios años en la cárcel , todo por culpa de Miguel Reyes, el fiscal que llevó su caso en los tribunales.
Siete años después , una extraña mujer llamada Encarnación visita a Valeria y le dice que es hermana de Engracia (la cual está enferma) la mujer que la crío sus primeros años de vida, también visita a Miguel y le pide que repare su injusticia, desgraciadamente ocurre una tragedia, Marilyn, una presa violenta decide vengarse de Valeria por acuchillarla y después de una pelea Valeria queda ciega temporalmente y Miguel sintiéndose culpable la visita varias veces hasta dejarla en libertad, en una de esas visitas Valeria se enamora de él al no ser capaz de verlo.
Después de varias situaciones (entre ellas descubrir que el doctor Diego es Miguel) ella logra ser feliz pero solo por un tiempo ya que Engracia muere dejándole un papel con un nombre femenino en el que está la supuesta clave de su pasado, y con solo esa información ella decide averiguar su pasado.
Mientras lo hace ocurren varias desventuras entre ellas involucrarse en un crimen por accidente, la muerte de la esposa de Miguel. Sin embargo Miguel, por su parte, no consigue olvidar a Valeria y los dos terminan comenzando una tormentosa relación llena de desventuras.
Por otro lado, Imperio Laya De Trujillo, una mujer poderosa, irresistible y carente de escrúpulos, esconde un secreto de su pasado. Obsesionada con Miguel, está dispuesta a todo por conquistarlo, así que Valeria es un obstáculo para ella. Ignacio Caballero, quien es el amante de Imperio, la deja para seguir el objeto de su deseo: Valeria. 
Abandonada por Ignacio y despreciada por Miguel, la furia de Imperio será despiadada y cruel, y Valeria lo perderá todo menos su dignidad y su alma para descubrir la verdad de su misterioso pasado, Imperio tratará de destruir a Valeria incluso después de descubrir que Valeria es la hija que Creyó muerta hace varios Años. 
A los 16 años Imperio fue prácticamente vendida a un hombre mucho mayor que ella por su familia, este la maltrataba tanto psicológicamente como físicamente y hasta sexualmente al punto de dejarla embarazada y al creer que Imperio lo había engañado decidió desaparecer a la niña haciéndole creer que había nacido muerta. Imperio logra escapar de él y ella ahora con una gran sed venganza y un repudio hacia todos los hombres usa su belleza e inteligencia para destruirlos hasta que se enamora de Miguel y este se enamora de su hija.
La furia, las mentiras y resentimiento causados por la sed de venganza los llevara a todos a dar giros inesperados en la cruzada de caminos de la tentación de amar.

## Elenco
- Nohely Arteaga - Imperio Laya de Trujillo
- Christina Dieckmann - Valeria Aguirre / María Esperanza Laya
- Ricardo Álamo - Miguel Reyes
- Roberto Messuti - Ignacio Caballero
- Alfonso Medina - Lennín Márquez
- Ámbar Díaz - Deyanira Blanco "La Cachorra"
- Nacarid Escalona - Carmen Barrios "La Leona"
- Luis Gerardo Núñez - Vicente Trujillo
- Guillermo Dávila - Juan José Reyes "JJ"
- Mirela Mendoza - Lorena Rincón de Reyes
- Abril Schreiber - Alejandra Trujillo Laya
- Carlos Felipe Álvarez - Juan Moreira
- María Gabriela de Faría - Helena Trujillo Laya
- Reinaldo Zavarce - Guillermo Galván "Guille"
- Samuel González - Padre Emilio Amado
- Sandra Martínez - Marilyn Pérez
- Laura Chimaras - Ashley Rincón
- Miguel Augusto Rodríguez - Inspector Lucas Gallardo
- Ana Castell - Encarnación Romero
- Virginia Urdaneta - Eleonora Laya
- Esperanza Magaz - Engracia Romero
- Yoletti Cabrera - Witney
- Émerson Rondón - Enrique Galván
- José Mantilla - Eloy Castro
- Araceli Prieto - Adoración
- María Antonieta Ardila - Miranda de Rincón
- Alicia Hernández - Diosmary Toro
- Lolimar Sánchez - Coromoto Díaz
- Omaira Avinade - Berenice
- Jesús Delgado - Jefe de Policía (Participación especial)
- Relú Cardozo - La Cumbamba
- Carlos Herrera - Delgadito
- José Quijada - Calixto Rincón
- Gabriel Mantilla - Daniel Reyes Rincón
- Anastasia Stoliarova - Nathaly Caballero Aguirre
- Betty Ruth - Ana María Aguirre
- Lucía Sanoja - Fabiola
- Anabell Picca - Gerente de la Tienda
- Cristal Avilera - Enfermera Aguilera
- Adrian Rojas Silva - bebé

## Premiaciones
En el 2007, El Universo del Espectáculo premió a las mejores creaciones de la TV y por votación popular vía internet le brindaron a "Toda una Dama" los siguientes premios, a pesar de que dicha telenovela se transmitiera por RCTV en señal de paga, el público venezolano decidió:
- Mejor Director de Telenovela: Olegario Barrera.
- Mejor Actriz Caracteristica: Nacarid Escalona.
- Estrella Infantil del Año: Gabriel Mantilla

En los demás casos, los artistas de ésta telenovela quedaron en los siguientes lugares:
- 2º Lugar como Mejor Actriz Protagonista Adulta: Nohely Arteaga
- 2º Lugar como Mejor Actor Protagonista Adulto: Ricardo Álamo
- 2º Lugar como Actriz Revelación: Laura Chimaras
- 3º Lugar como Mejor Actuación Especial: Esperanza Magaz
- 3º Lugar como Mejor Producción Ejecutiva: Carmen Cecilia Urbaneja
- 5º Lugar como Primera Actriz del Año: Ana Castell
- 5º Lugar como Escritor del Año: Iris Dubs
- 5º Lugar como Mejor Telenovela a pesar de ser una telenovela por señal de paga y no por señal abierta
- 6º Lugar como Primer Actor del Año: Luis Gerardo Núñez

## Versiones
- Toda Una Dama es una adaptación de la telenovela Señora, transmitida por RCTV entre 1988 y 1989, producida por María Auxiliadora Barrios y protagonizada por Caridad Canelón, Maricarmen Regueiro, Carlos Mata y Flavio Caballero.[2]

- La productora mexicana TV Azteca realizó tres versiones de esta telenovela. La primera fue con el título original "Señora" en 1998, producida por Alejandra Hernández y Humberto Zurita y protagonizada por Julieta Egurrola, Aylín Mújica y Fernando Ciangherotti, la segunda fue "Un nuevo amor" en 2003, la cual fue modificada debido al bajo índice de audiencia, producida por Elisa Salinas y protagonizada por Karen Sentíes, Sergio Basáñez y Cecilia Ponce, y la tercera versión  fue "Destino" en 2013, producida por María del Carmen Marcos, protagonizada antagonicamente por Margarita Gralia, con los roles estelares de Mauricio Islas y Paola Núñez, fue un fracaso en audiencia.